# Theodore Robinson

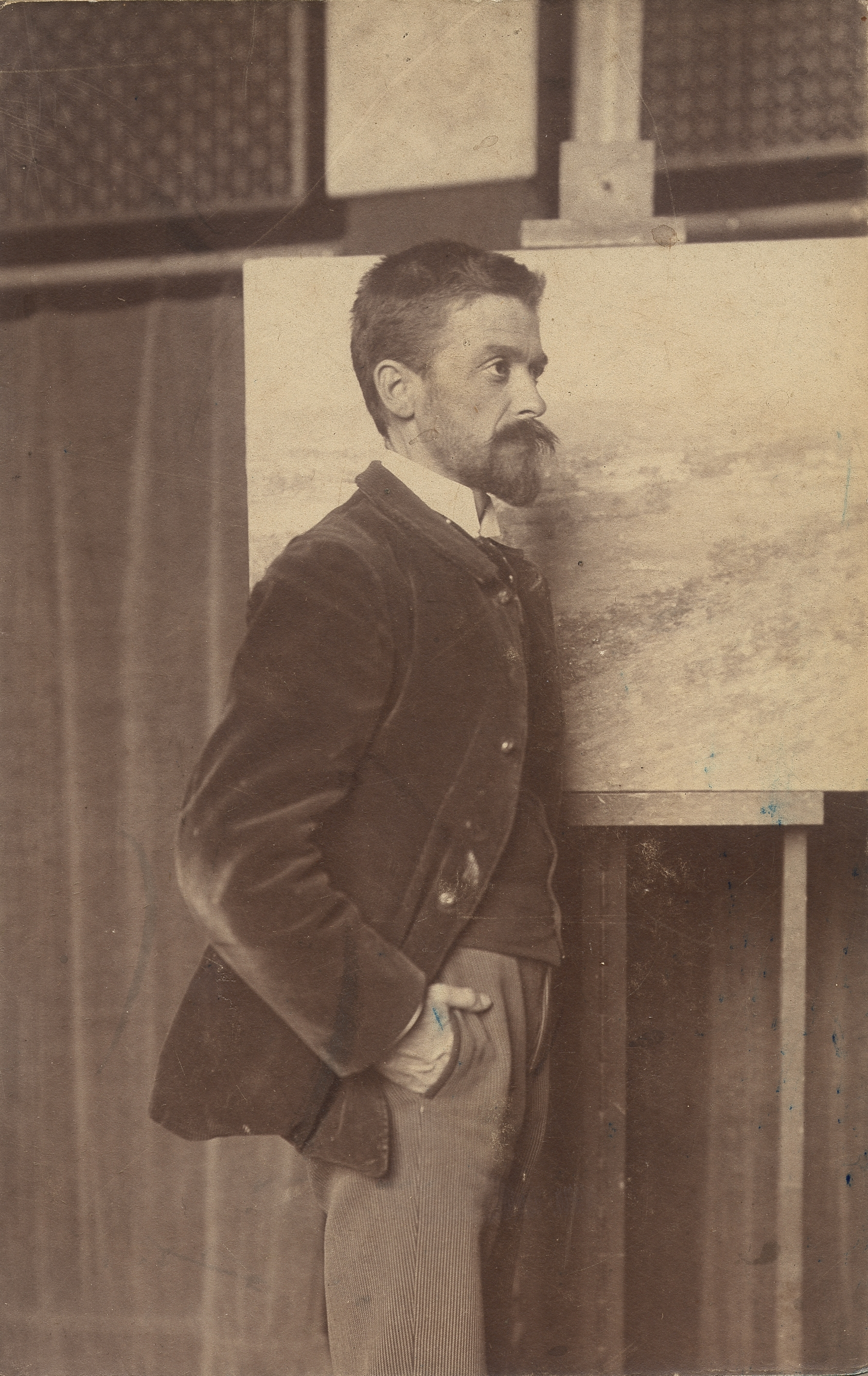
Theodore Robinson in 1882

Theodore Robinson (Irasburg, 3 juli 1852 – New York, 2 april 1896) was een Amerikaans schilder. Hij maakte vooral impressionistische landschappen. Na een bezoek aan Giverny rond 1880, ontwikkelde hij een hechte vriendschap met Claude Monet. Deze vriendschap inspireerde hem om een van de eerste Amerikaanse impressionistische kunstenaars te worden. Verschillende van zijn werken worden beschouwd als meesterwerken van het Amerikaans Impressionisme.

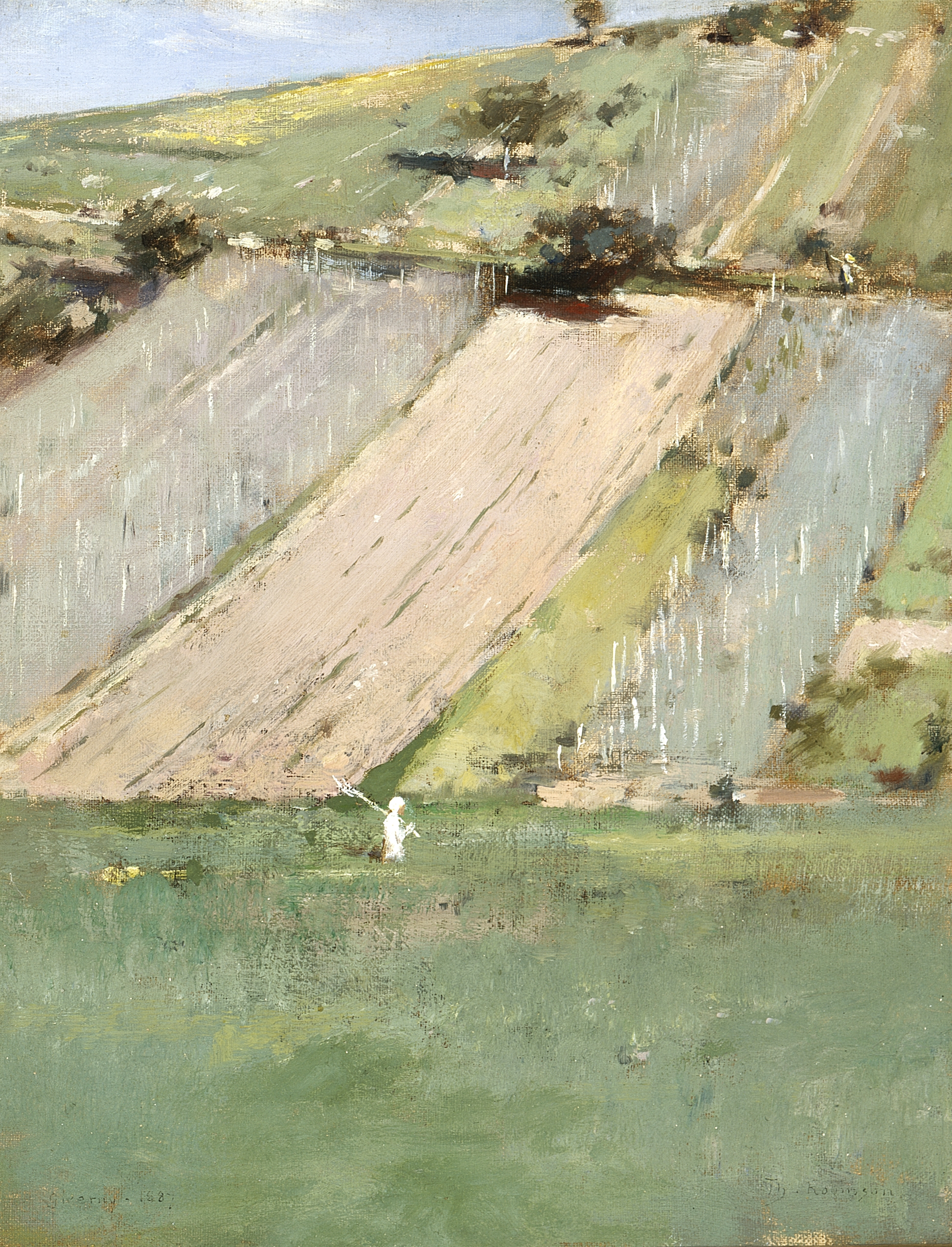
Valley of the Seine, Giverny, 1887 (LACMA)
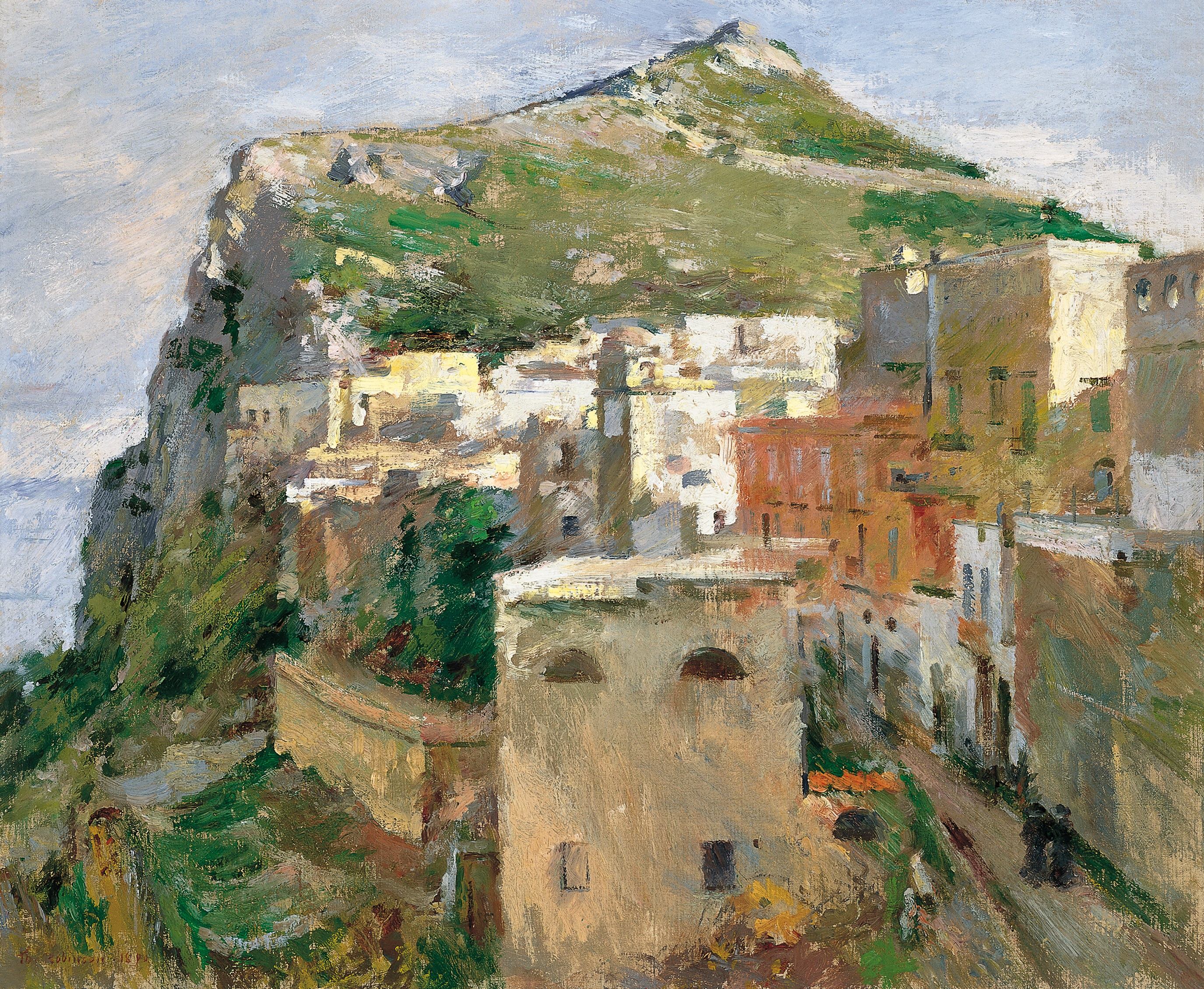
Capri, 1890 (Museo Thyssen-Bornemisza)
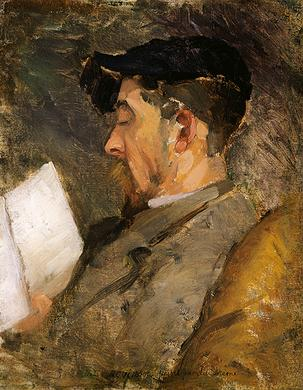
Zelfprotret, Theodore Robinson, (c. 1884-1887)
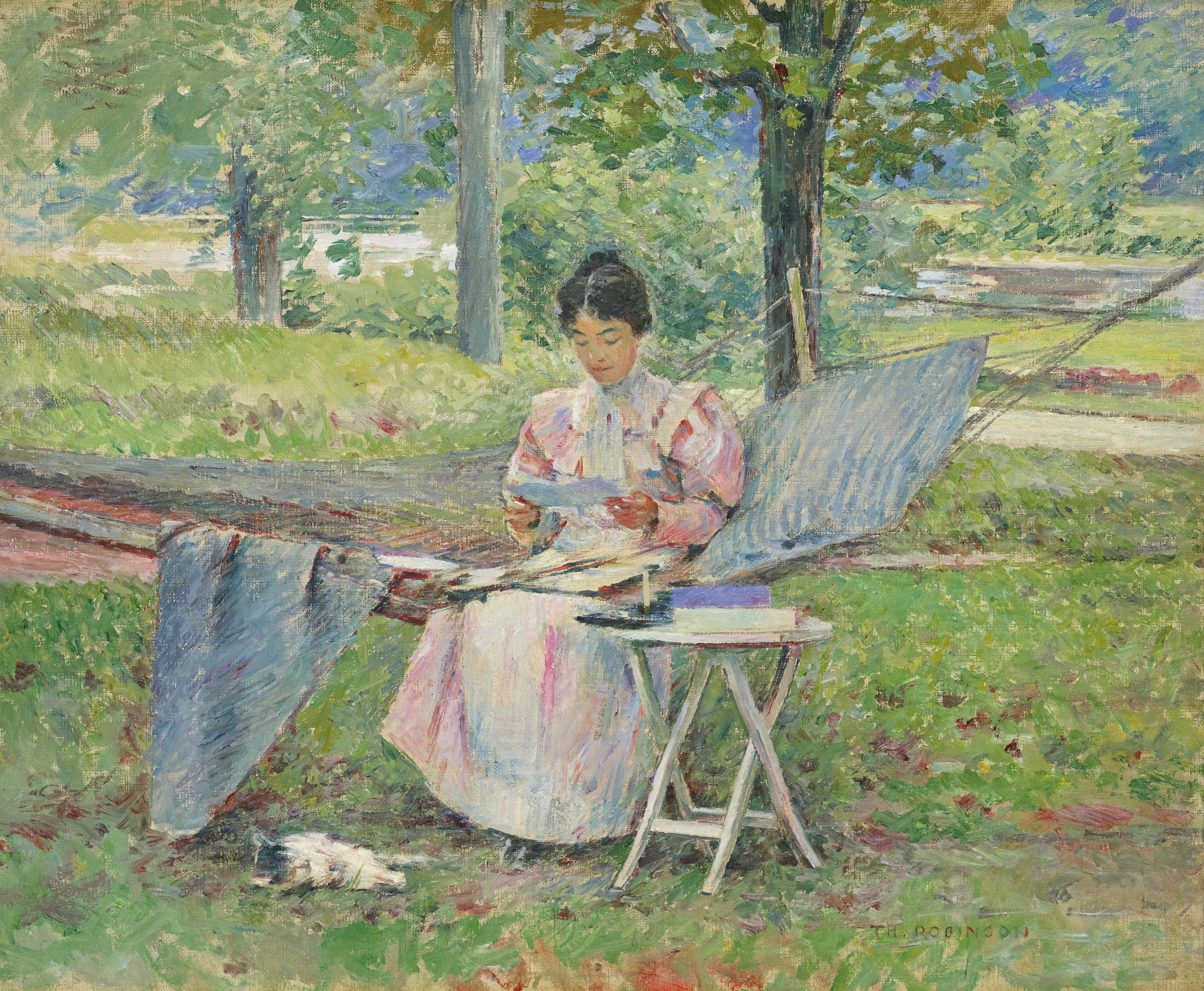
Correspondence, 1895

- Bibliothèque nationale de France: cb13561159v (data)
- Gemeinsame Normdatei: 122556984
- International Standard Name Identifier: 0000 0000 6628 9821
- Library of Congress Control Number: nr89002840
- Nederlandse Thesaurus van Auteursnamen: 071091351
- PIC: 270343
- RKD-Nederlands Instituut voor Kunstgeschiedenis: 67431
- Istituto Centrale per il Catalogo Unico: TO0V530650
- SNAC: w6wh3g8k
- Système universitaire de documentation: 052527085
- Union List of Artist Names: 500004025
- Virtual International Authority File: 54312829
- WorldCat: E39PBJdGQr8rDxWrhvXKjdHV4q